# 独自
| ウィキペディアには「独自」という見出しの百科事典記事はありません（タイトルに「独自」を含むページの一覧/「独自」で始まるページの一覧）。 代わりにウィクショナリーのページ「独自」が役に立つかもしれません。 |